# Ратайский, Андрей Иосифович
Андрей Иосифович Ратайский (Ротайский) (1870—1949) — русский военный деятель, полковник. Участник похода в Китай 1900—1901 годов, русско-японской войны 1904—1905 годов, Первой мировой и гражданской войн.

## Биография
Образование получил в СПб гимназии (не окончил курса). В службу вступил 29.05.1890 вольноопределяющимся в 75-й пехотный Севастопольский полк. Окончил Одесское пехотное юнкерское училище (1893; по 1-му разряду). Выпущен подпрапорщиком (01.09.1893). В офицеры произведен в 1-й лейб-гренадерский Екатеринославский полк. Поручик (01.09.1897).
Участник похода в Китай 1900-01. Штабс-Капитан (01.09.1901).
Участник русско-японской войны 1904-05. При обороне крепости Порт-Артур был ранен (причислен к 3-му кл. Александровского комитета [попечения] о раненых). С 30 января по 13 апреля 1906 находился на лечении в Северной Италии.
На 01.01.1909 в 13-м Сибирском стрелковом полку. Капитан (пр. 25.01.1907; ст. 01.09.1905).
Участник Первой мировой войны. Подполковник (ВП по Разведчику к № 1264; ст. 27.09.1914), полковник (Русский Инвалид № 40. На осн. приказа по ВВ 1915, № 563; старшинство с 08.12.1915). На 01.08.1916 в том же чине и полку.

## Служба в РККА
В РККА. Командующий 13-й стрелковой дивизии (29.07.1918 — 9.10.1918). «Особого отряда», переименованного весной 1919 года в 12-ю стрелковую дивизию (25 —27.11.1918 и 7.03.1919 — 3.07.1919).
Заместитель командующего 8-й Красной армии (1918 — 07.1919).
Врид. командующего 8-й армии Южного фронта (03.07. — 12.10.1919).
С 12 октября 1919 направлен в распоряжении РВСР Южного фронта.
С 20 ноября 1919 — Инспектор пехоты Южного фронта.
С мая 1920 — Начальник охраны Московско-Казанской железной дороги, затем Командир 101-й Особой бригады внутренних войск.
В 1924 году был уволен из рядов РККА.
На 1928 год служил юридическим консультантом в одном из московских трестов. В связи с 10-й годовщиной Красной Армии, Ратайский был представлен к награждению орденом Красного Знамени.

## Награды
- орден Св. Анны 4-й степени (1901)
- орден Св. Станислава 3-й степени
- орден Св. Анны 3-й степени с мечами и бантом (1904)
- орден Св. Станислава 2-й степени с мечами (1905)
- орден Св. Анны 2-й степени с мечами (1905)
- орден Св. Владимира 4-й степени с мечами и бантом (1905)